# Omloop van het Waasland 2015
De 51e editie van de Belgische wielerwedstrijd Omloop van het Waasland vond plaats op 15 maart 2015. De start en finish vonden plaats in Kemzeke. De winnaar was Geert van der Weijst, gevolgd door Joeri Stallaert en Oliver Naesen. 

## Uitslag
| Omloop van het Waasland 2015 |                      |                             |          |
| Plaats                       | Naam                 | Ploeg                       | Tijd     |
| Winnaar                      | Geert van der Weijst | Team 3M                     | 4u09'07" |
| 2                            | Joeri Stallaert      | Team Cibel                  | z.t.     |
| 3                            | Oliver Naesen        | Topsport Vlaanderen-Baloise | z.t.     |
| 4                            | Davy De Scheemaeker  | Smartphoto Cycling Team     | z.t.     |
| 5                            | Jarl Salomein        | Topsport Vlaanderen-Baloise | z.t.     |
| 6                            | Frederik Backaert    | Wanty-Groupe Goubert        | z.t.     |
| 7                            | Justin Jules         | Veranclassic-Ekoi           | z.t.     |
| 8                            | James Vanlandschoot  | Wanty-Groupe Goubert        | z.t.     |
| 9                            | Antoine Demoitié     | Wallonie-Bruxelles          | z.t.     |
| 10                           | Paulius Šiškevičius  | An Post-Chain Reaction      | z.t.     |

1965 · 1966 · 1967 · 1968 · 1969 · 1970 · 1971 · 1972 · 1973 · 1974 · 1975 · 1976 · 1977 · 1978 · 1979 · 1980 · 1981 · 1982 · 1983 · 1984 · 1985 · 1986 · 1987 · 1988 · 1989 · 1990 · 1991 · 1992 · 1993 · 1994 · 1995 · 1996 · 1997 · 1998 · 1999 · 2000 · 2001 · 2002 · 2003 · 2004 · 2005 · 2006 · 2007 · 2008 · 2009 · 2010 · 2011 · 2012 · 2013 · 2014 · 2015 · 2016 · 2017 · 2018 · 2019 · 2020 · 2021 · 2022 · 2023 · 2024